# Tragor Ignác
Tragor Ignác (Vác, 1869. június 4. – Vác, 1941. február 10.)  jogász, takarékpénztári igazgató, helytörténeti író.

## Életpályája
Szülei Tragor Ignác és Meiszner Hermina. Miután középiskoláit szülővárosában és Budapesten befejezte, a jogi pályára lépett és 1892 októberben ugyanott jogi doktorrá avatták. Joggyakorlata után 1895. március 12-én az ügyvédi diplomát is megszerezte. Ismeretei bővítése céljából több évig beutazta Európa valamennyi országát. Bár 12 évig mint királyi közjegyzőhelyettes működött, többször eredménytelenül pályázott közjegyzői kinevezésért. Családi érdekből elfogadta a Váci Takarékpénztár igazgatói állását, amelyet 1899-től haláláig betöltött. Mecénásként maradandót alkotott: 1896-ban ő alapította a Váci Múzeum Egyesületet és a városi népkönyvtárat, majd közreműködött a városi múzeum megalapításában. Helytörténészként főleg Vác történetével foglalkozott, a város múltjáról és jelenéről több könyvet írt. Bár már életében felvetették, hogy a múzeumot róla nevezzék el, Tragor Ignác ezt szerényen elhárította.
Felesége Winkler Amália (Bóri, 1878. augusztus 31. – Vác, 1958. augusztus 4.) volt, akivel 1900-ban Budapesten kötött házasságot.

## Művei

### Helytörténet
- Vác vára és képei (Vác, 1906)
- Vác története 1848–49-ben (Vác, 1908) Online
- Vác története (Vác, 1927)
- Vác múltja és jelene (Vác, 1928)
- Váci bölcsők, váci koporsók (Vác, 1938)
- Vác és határának hely- és ingatlannevei

### Egyéb
- Anekdotagyűjteményeket is kiadott Váci Náci írói álnéven (pl. Váci vidámságok, 1923).

## Elismerései
- Vác díszpolgára
- kormányfőtanácsos
- a Szent István Akadémia tagja

## Emlékezete
- A városi múzeum 1990 májusa óta viseli a Tragor Ignác Múzeum nevet. Tiszteletére emléktáblát is avattak városában.